# Marie-Dominique-Auguste Sibour
Marie-Dominique-Auguste Sibour (4. april 1792–3. januar 1857) var en fransk prælat.
Sibour deltog som ærkebiskop af Paris fra 1848 ivrig i Frankrigs indre politiske liv. Han var oprindelig republikaner, men blev vunden for Napoleon III's sag og var derefter lige ivrig for at tjene kejserdømmet og kirken. I 1854 var han tilstede i Rom da læren om Marias ubesmittede undfangelse blev vedtaget af pave Pius 9.. Sibour blev dræbt af en fanatiker, der var modstander af denne dogme.